# オオヨシゴイ
オオヨシゴイ（大葭五位、Ixobrychus eurhythmus）は、鳥綱ペリカン目サギ科ヨシゴイ属に分類される鳥類。

## 分布
インドネシア、カンボジア、シンガポール、タイ王国、大韓民国、中華人民共和国、朝鮮民主主義人民共和国、日本、フィリピン、ベトナム、ブルネイ、マレーシア、ラオス、ロシア南東部
中華人民共和国・ロシア南東部・朝鮮半島などで繁殖し、冬季になるとインドネシア・中華人民共和国南部・台湾・フィリピン・インドシナ半島・マレー半島などで越冬する。

## 形態
全長40センチメートル。翼開長56センチメートル。和名はヨシゴイより大型であることが由来。上面は暗赤褐色、下面は黄白色。尾羽は黒褐色。
虹彩は黄色。上嘴の色彩は灰褐色、下嘴の色彩は緑黄色。後肢の色彩は淡黄褐色。
オスは前頸に暗色の縦縞が1本入り、雨覆が淡灰色。メスは前頸に暗色の縦縞が複数入る。雨覆は暗赤褐色で、上面と雨覆に白い斑点が入る。

## 生態
湿性草原などに生息する。
魚類、カエル類およびその幼生、昆虫、エビ類・等脚類などの甲殻類などを食べる。低空飛行しながら獲物を探す。
主に夕方から朝方にかけて行動し、日中はアシの茂みなどで休息する。
繁殖様式は卵生。日本では5 - 8月に草原に枯れた草を積み上げた皿状の巣を作り、3 - 5個の卵を産む。雌雄が交代で抱卵し、抱卵期間は16 - 18日。

## 人間との関係
日本
湿地開発や河川改修などによる生息地の破壊などにより、生息数が減少した。農薬汚染による繁殖率の低下も懸念されている。以前は霞ヶ浦でも繁殖していたが、1990年代にはまれとなり、2014年現在は繁殖が確認されていない。日本では確実な繁殖地は仏沼のみとされており、1980年代には繁殖が確認されていたものの、2010年の報告では繁殖期に1 - 2羽の鳴き声が確認されるのみで生息が確認できない年もあり、近年は繁殖しているかどうかも不明とされる。霞ヶ浦などの例では繁殖地が保全されているのに飛来しなくなったことから、越冬地の破壊や狩猟などによる影響も示唆されている。
絶滅危惧IA類 (CR)（環境省レッドリスト）